# Davis Anchorage
Davis Anchorage är en vik i Antarktis. Den ligger i Östantarktis. Australien gör anspråk på området.